# Dubeček (tvrz)
Tvrz v Dubečku je zaniklé panské sídlo v Praze 10-Dubči v místní části Dubeček. Stála poblíž kostela svatého Petra (údajně severně od něj).

## Historie
Dubeček (Dubček, Malý Dubeč) je v zápisech poprvé uveden roku 1352.
Dva dvory vlastnil do roku 1357 Fridlin Janův, člen pražského rodu Velfloviců. Poté se majitelé střídali, většinou se jednalo o staroměstské měšťany.
Roku 1411 získal ves Janek z Dubečka. Sídlil zde ještě roku 1430 a po jeho smrti se zde majitelé opět rychle střídali. Kolem roku 1470 byl Dubeček vypálen Uhry, brzy však byl obnoven a dvory nově postaveny a opraveny.
Prokop z Bříště, který zemřel před rokem 1497, byl posledním doloženým majitelem vsi. Do roku 1508 patřila tvrz k dubečskému panství a v dochovaných zápisech desk zemských z let 1508 a 1542 je uváděna jako pustá.